# Eupithecia diffisata
Eupithecia diffisata är en fjärilsart som beskrevs av Karl Dietze 1908. Eupithecia diffisata ingår i släktet Eupithecia och familjen mätare. Inga underarter finns listade i Catalogue of Life.